# Ad-Dimas
Ad-Dimas (arab. الديماس) – miasto w Syrii, w muhafazie Damaszek. W 2004 roku liczyło 14 574 mieszkańców.